# Benetton B200
Benetton B200 — гоночний автомобіль команди Формули-1 Benetton, що виступав в сезоні 2000 року. За команду у цьому сезоні виступали італієць Джанкарло Фізікелла та австрієць Александр Вюрц, який покинув команду у кінці сезону через слабкі результати. 
Команда набрала однакову кількість залікових балів (по 20) з командою BAR та посіла четверте місце у Кубку конструкторів, все же випередивши BAR через 3 подіумних фініша Джанкарло Фізікелли. 
На початку сезону було анонсовано, що команда була продана концерну Renault, який у 2001 році буде виступати постачальником двигунів, а з 2002 року команда повністю змінить назву.

## Результати виступів у Формулі-1
| Рік  | Шасі          | Двигун       | Шини | №  | Пілоти    | Австралія | Бразилія | Сан-Марино | Велика Британія | Іспанія | Європейський Союз | Монако | Канада | Франція | Австрія | Німеччина | Угорщина | Бельгія | Італія | США  | Японія | Малайзія | Очки | КК |
| ---- | ------------- | ------------ | ---- | -- | --------- | --------- | -------- | ---------- | --------------- | ------- | ----------------- | ------ | ------ | ------- | ------- | --------- | -------- | ------- | ------ | ---- | ------ | -------- | ---- | -- |
| 2000 | Benetton B200 | Playlife V10 | B    |    |           | АВС       | БРА      | САН        | ВЕЛ             | ІСП     | ЄВР               | МОН    | КАН    | ФРА     | АВТ     | НІМ       | УГО      | БЕЛ     | ІТА    | США  | ЯПО    | МАЛ      | 20   | 4  |
| 2000 | Benetton B200 | Playlife V10 | B    | 11 | Фізікелла | 5         | 2        | 11         | 7               | 9       | 5                 | 3      | 3      | 9       | Схід    | Схід      | Схід     | Схід    | 11     | Схід | 14     | 9        | 20   | 4  |
| 2000 | Benetton B200 | Playlife V10 | B    | 12 | Вюрц      | 7         | Схід     | 9          | 9               | 10      | 12                | Схід   | 9      | Схід    | 10      | Схід      | 11       | 13      | 5      | 10   | Схід   | 7        | 20   | 4  |